# 有島武郎

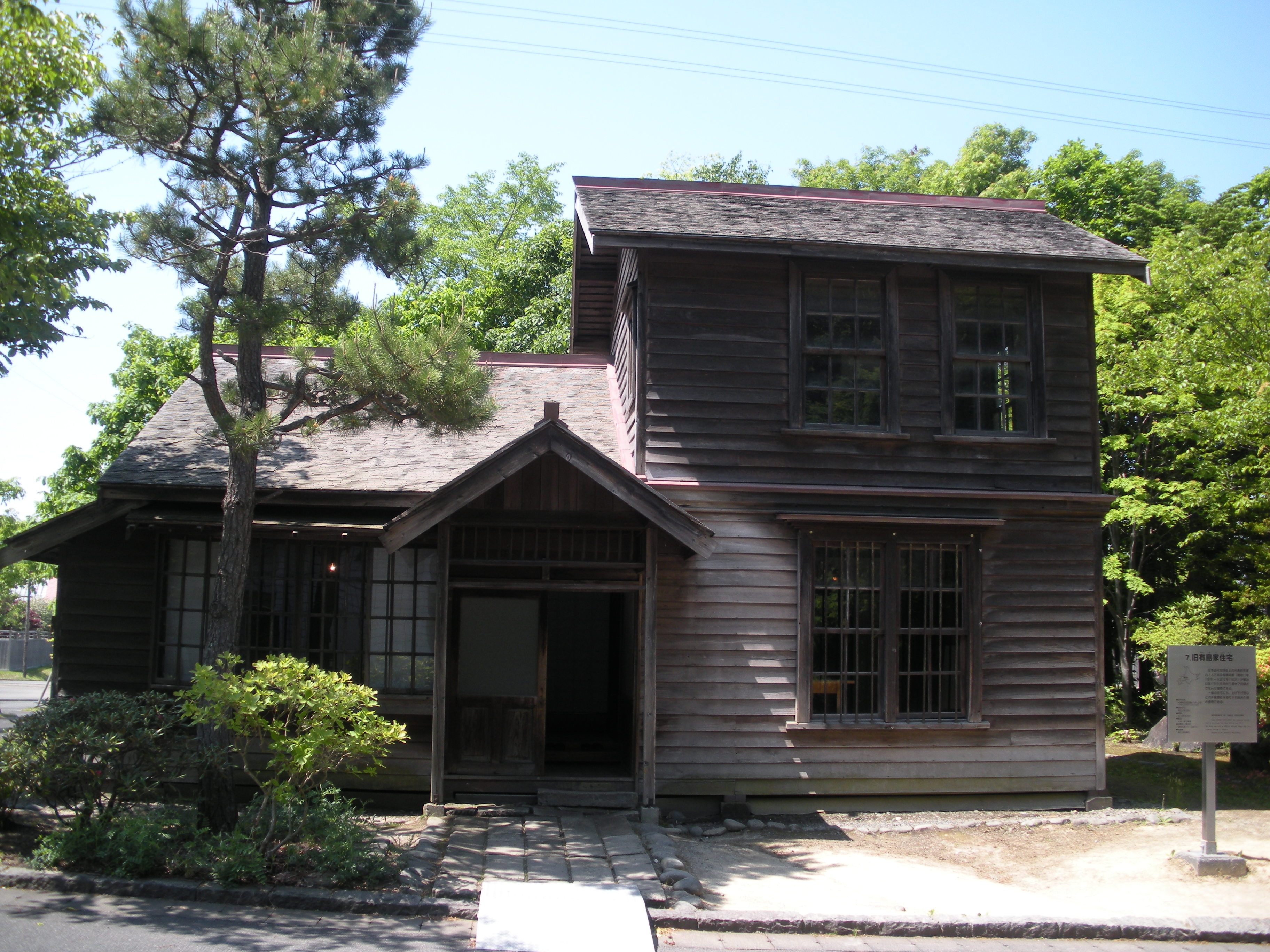
札幌在住時代の有島が住んでいた家。現在、札幌市厚別区「北海道開拓の村」に移築。

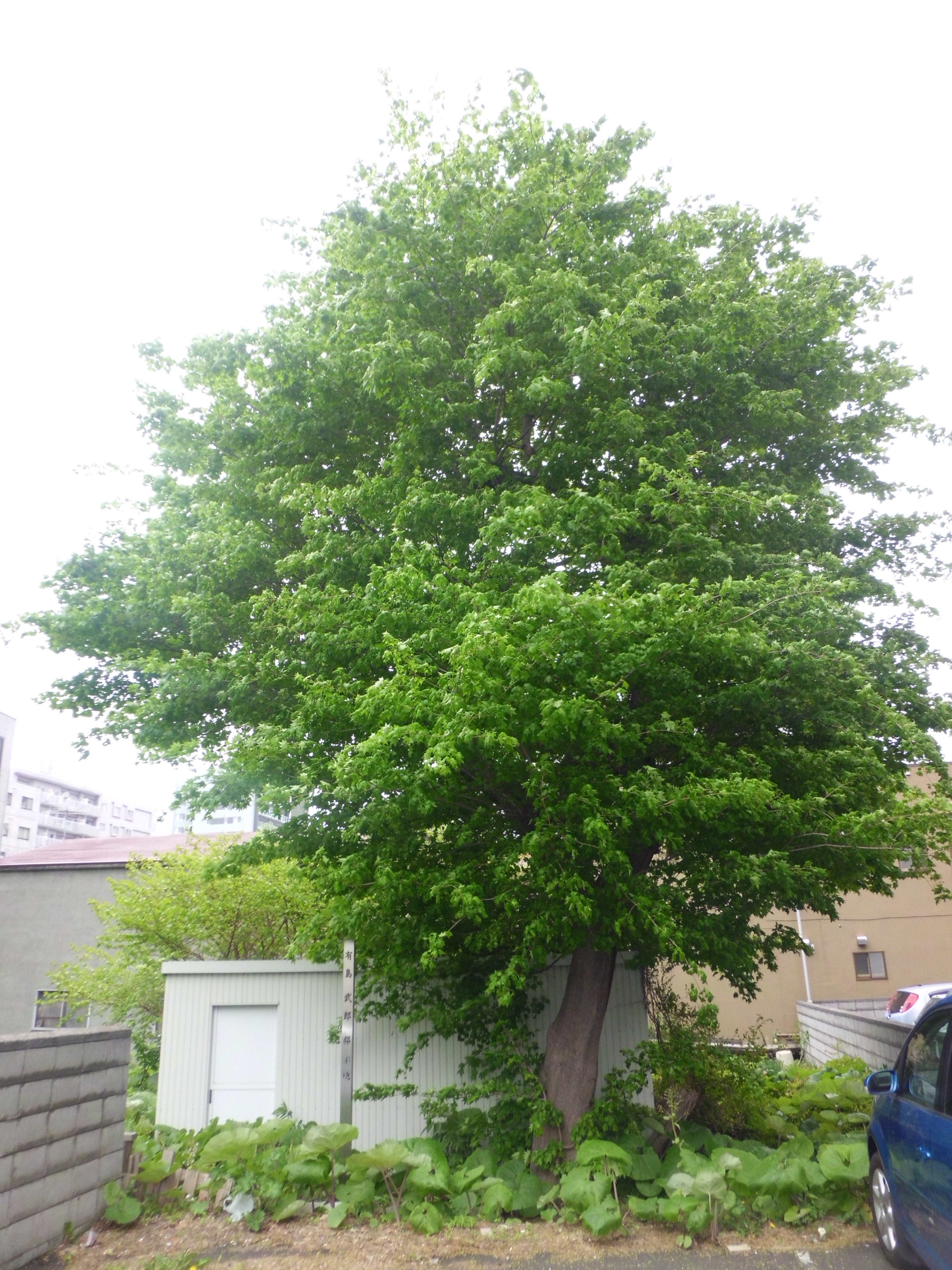
有島武郎邸跡地（札幌市白石区）

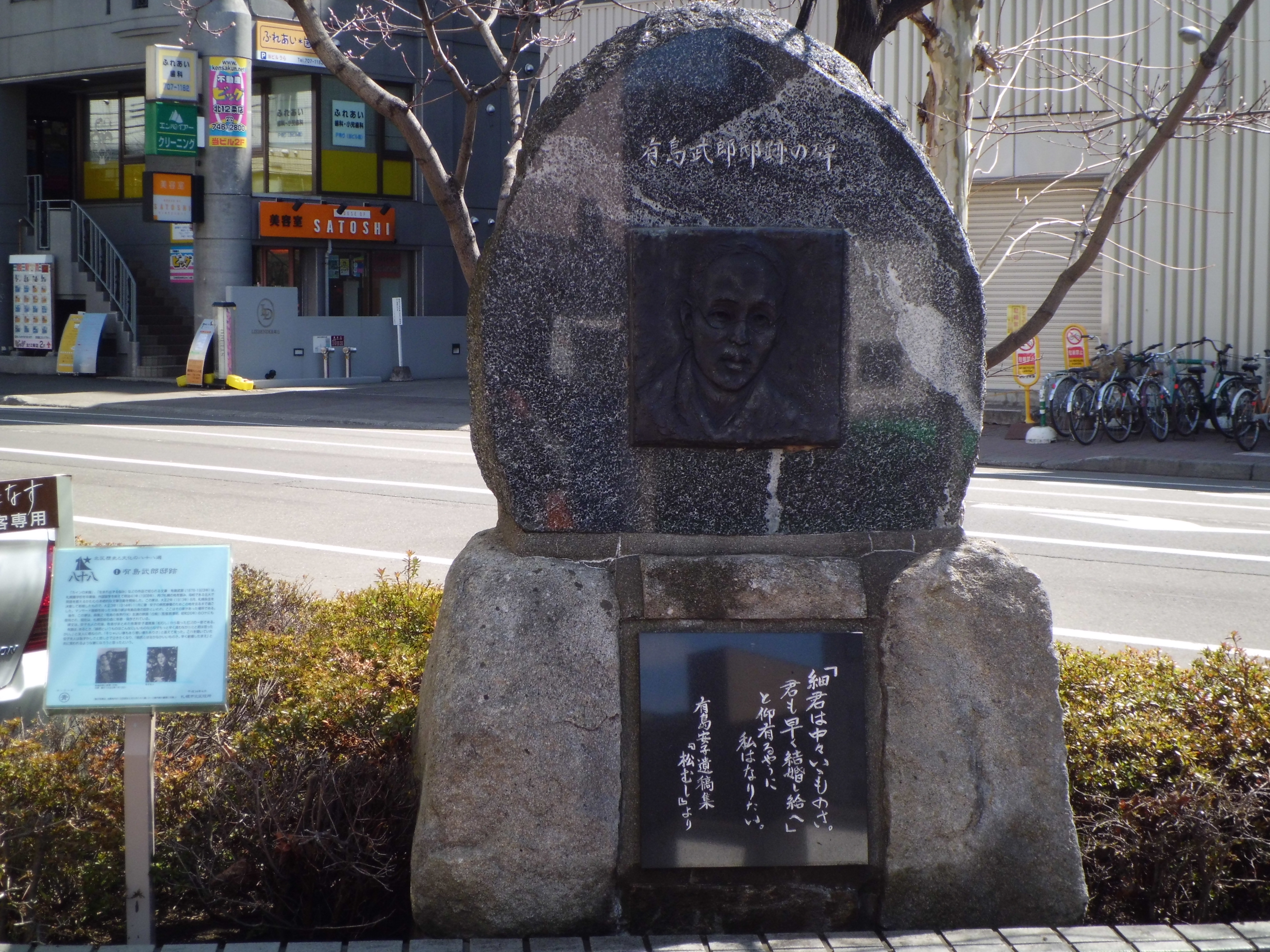
邸宅跡の碑（札幌市北区）

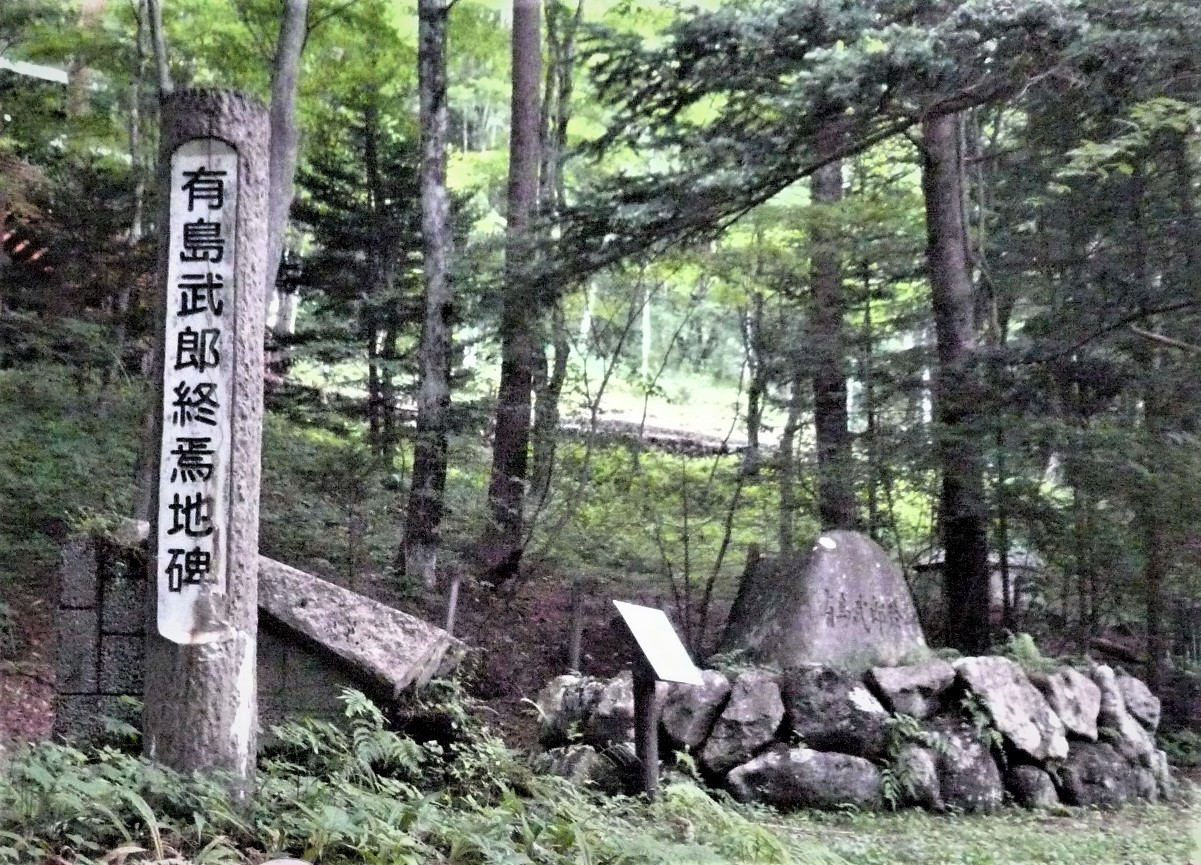
終焉の地碑（軽井沢町）

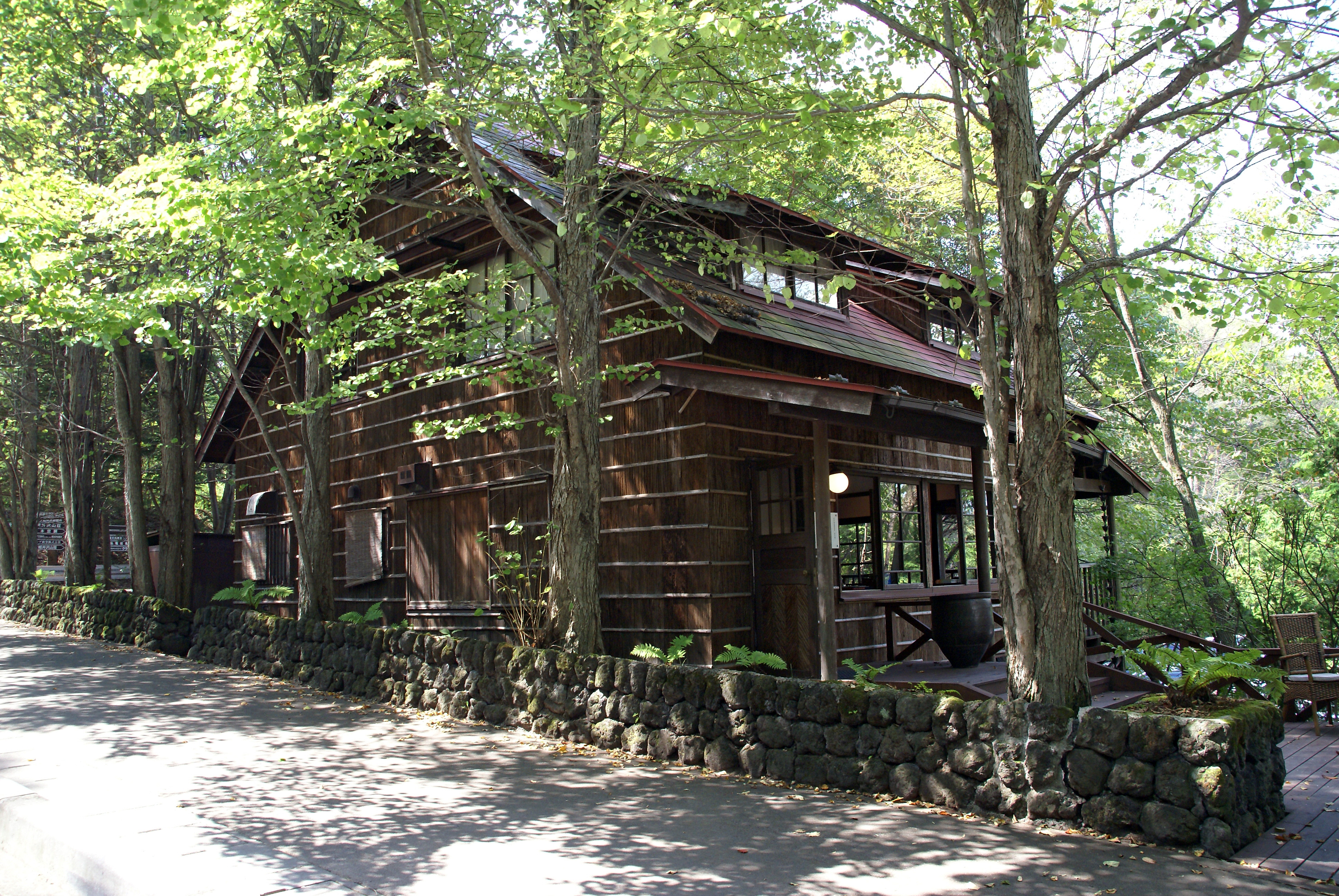
浄月荘

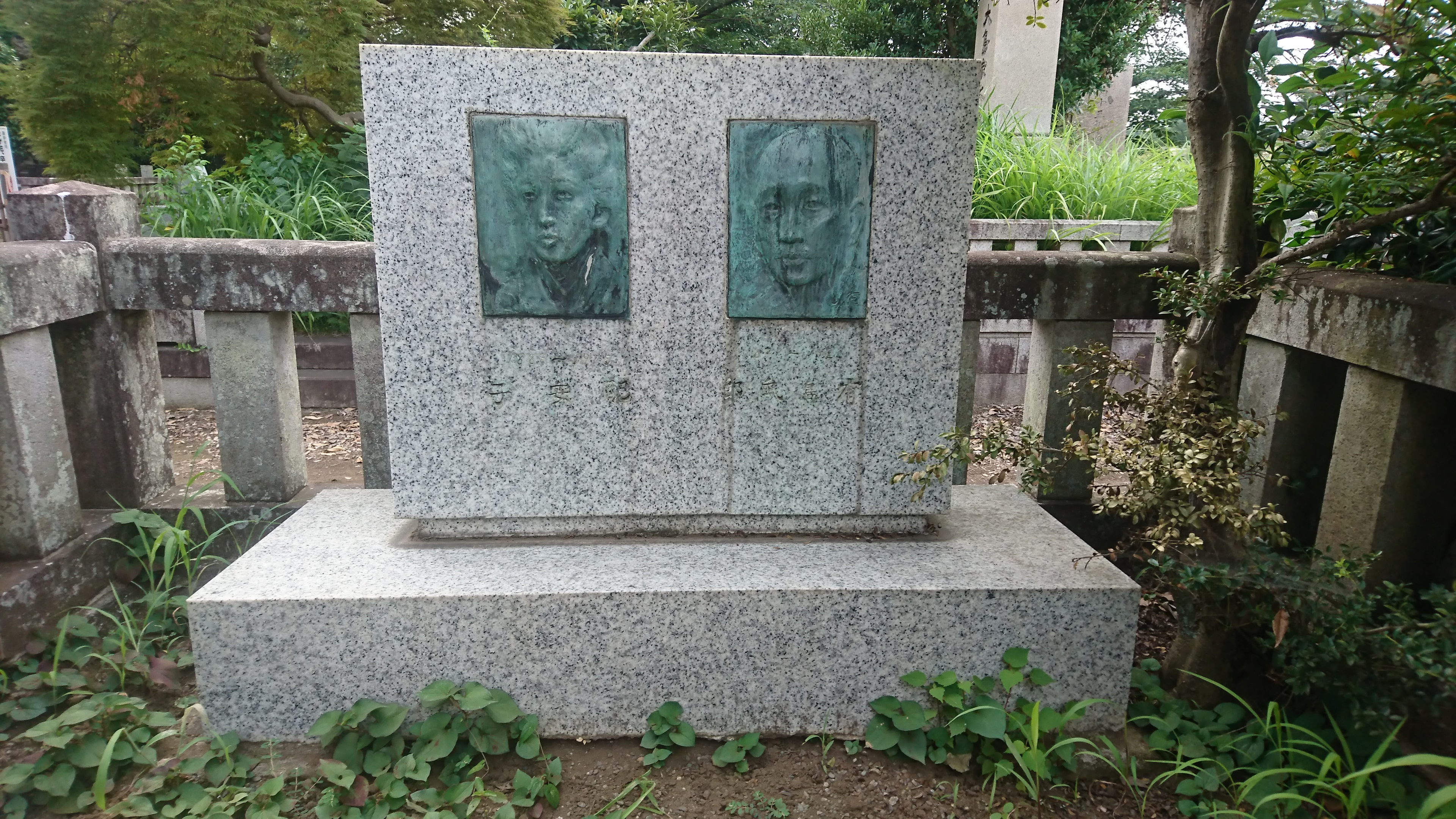
多磨霊園にある墓には、有島武郎（右）と安子（左）の顔のレリーフがある

有島 武郎（ありしま たけお、1878年（明治11年）3月4日 - 1923年（大正12年）6月9日）は、日本の小説家。
学習院中等科卒業後、農学者を志して北海道の札幌農学校に進学、洗礼を受ける。1903年に渡米。ハバフォード大学大学院を経て、ハーバード大学で1年ほど歴史、経済学を学ぶ。帰国後、志賀直哉や武者小路実篤らと共に同人「白樺」に参加する。1923年、軽井沢の別荘（浄月荘）で波多野秋子と心中した。
代表作に『カインの末裔』『或る女』や、評論『惜しみなく愛は奪ふ』がある。

## 経歴
東京・小石川（現文京区）に旧薩摩藩郷士で大蔵官僚、実業家の有島武の長男として生まれる。母は幸子。祖父の宇兵衛も同じく郷士であった。武郎4歳の時、父の横浜税関長就任を機に一家で横浜に移る。父の教育方針により米国人家庭で生活。その後、横浜英和女学校（現青山学院横浜英和小学校）に通う。この頃の体験が後に童話『一房の葡萄』を生むことになる。
10歳で学習院予備科に入学し、寄宿生として過ごし、19歳で学習院中等全科を卒業する。その後、札幌農学校に入学。教授の新渡戸稲造から「一番好きな学科は何か」と問われ「文学と歴史」と答えたところ失笑を買ったという。内村鑑三や森本厚吉の影響などもあり、1901年（明治34年）にキリスト教に入信する。農業学校卒業後に軍隊生活を送った後に1903年8月25日、横浜から渡米。米国ではハバフォード大学大学院、さらにハーバード大学で学び、社会主義に傾倒しホイットマンやイプセンらの西欧文学、ベルクソン、ニーチェなどの西洋哲学の影響を受ける。ヨーロッパにも渡り、1907年（明治40年）4月11日に帰国。この頃、信仰への疑問を持ち、キリスト教から離れる。アナーキストの巨星であった大杉栄が海外に遠征した際に、黒百合会を主宰していた有島武郎は同志としてカンパをしたが、実はそれまでに大杉とは数回しか会ったことがなかった。
帰国後は再び軍務（予備見習士官）や東北帝国大学農科大学（有島の母校である札幌農学校が帝国大学に昇格したもの。のちの北海道帝国大学）の英語講師として過ごし、同大学（今日の北海道大学）美術部「黒百合会」を同志と設立（1908年。同会は現在も存続）などする。弟の生馬を通じて志賀直哉、武者小路実篤らと出会い、同人誌『白樺』に参加する。『かんかん虫』『お末の死』などを発表し、白樺派の中心人物の一人として小説や評論で活躍した。
1909年（明治42年）、東京にて陸軍少将の神尾光臣の次女神尾安子と結婚。
1911年（明治44年）、札幌で教職を務めていた時、長男行光誕生（成人後は俳優の森雅之）。
1913年（大正2年）、札幌永住を期して今日の北海道大学に近い札幌市北区の北12条西3丁目に洋風の邸宅を新築する。しかし翌年、妻の病気のため札幌を離れることとなる。
1916年（大正5年）に妻・安子（肺結核により平塚の杏雲堂で、27歳で没）と父を亡くすと、本格的に作家生活に入る。『カインの末裔』『生れ出づる悩み』『迷路』を書き、1919年（大正8年）には『或る女』を発表した。『中央公論』1918年7月に、新しき村を批判する評論「武者小路兄へ」を発表した。

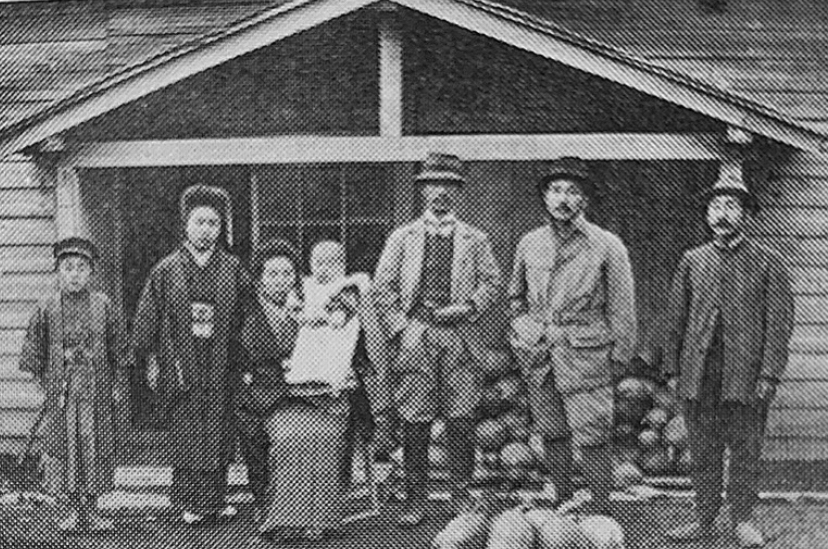
1916年（大正5年）、有島農場にて。右から2人目が有島。

しかし創作力に衰えが見え始め『星座』を途中で筆を絶つ。1922年（大正11年）『宣言一つ』を発表し、北海道狩太村（現ニセコ町）の有島農場を開放する。1923年（大正12年）、『婦人公論』記者で人妻であった波多野秋子と知り合い、恋愛感情を抱く（有島は妻と死別後は再婚せず独身を通した）。ところが秋子の夫春房に知られる所となり、脅迫を受けて苦しむことになる。そして6月9日、2人は長野県軽井沢の別荘（浄月荘）で縊死を遂げた。7月7日に別荘の管理人により発見されるが、梅雨の時期に1ヶ月遺体が発見されなかったため、相当に腐乱が進んでおり、遺書の存在で本人と確認されたという。複数残されていた遺書の一つには「愛の前に死がかくまで無力なものだとは此瞬間まで思はなかつた」と残されていた。2009年（平成21年）7月に、死の約半年前から有島が秋子と取り交わした書簡各3通が札幌市にある「北海道立文学館」で一般公開された。
辞世の歌は
「幾年の命を人は遂げんとや思い入りたる喜びも見で / 修禅する人のごとくに世にそむき静かに恋の門にのぞまん / 蝉ひとつ樹をば離れて地に落ちぬ風なき秋の静かなるかな」
というものであるとされ、唐木順三の評では「いずれも少女趣味以上ではない」と断じられている（『自殺について』1950年（昭和25年））。
師であった内村鑑三は「この度の有島氏の行為を称えるものが余の知人に居るならば、その者との交流を絶つ」（大意）と言明した。
北海道に縁が深いことから、北海道新聞社により「有島青少年文芸賞」という文学賞が実施されている。
魯迅が紹介したことから中華人民共和国での知名度が高く、教科書にも掲載されて広く読まれている。

## 作品

### 校歌（作詞）
- 札幌農学校 校歌『永遠の幸』 - 札幌農学校在学中に作詞（ジョージ・フレデリック・ルート（英語: George Frederick Root）作曲・納所弁次郎 選曲・大和田建樹 校閲）
  - 同曲は後身の北海道大学校歌としても定められている。

### 小説
- かんかん虫
- 或る女のグリンプス（のちに『或る女』として刊行）
- カインの末裔
- クララの出家
- 或る女
- 生れ出づる悩み
- 凱旋
- 骨
- 酒狂
- 文化の末路
- 運命の訴へ
- 星座
- 小さき者へ
- 実験室
- お末の死

### 評論

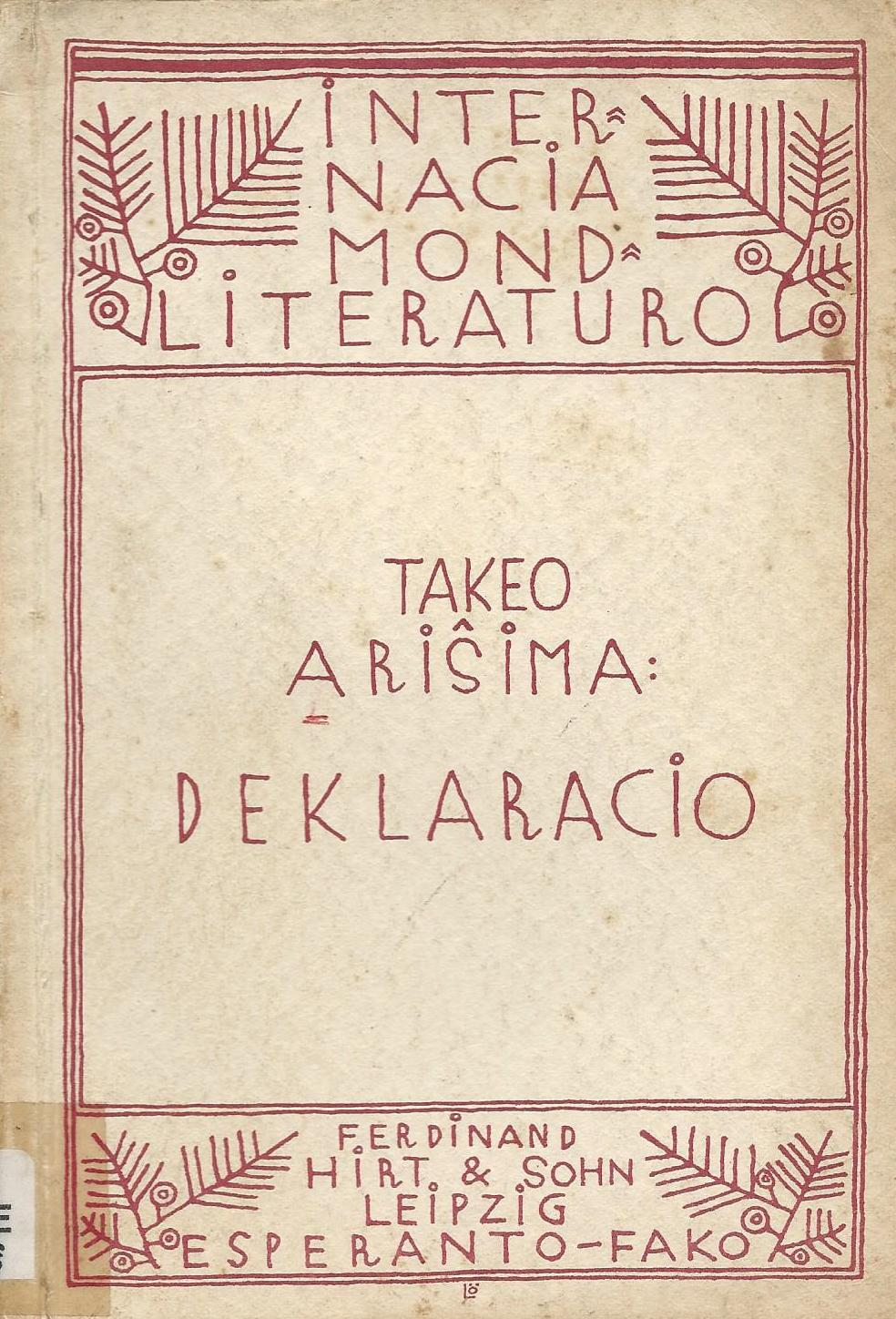
『Deklaracio』1924

- 惜しみなく愛は奪ふ
- 宣言一つ
- 二つの道

### 童話
- 一房の葡萄
- 溺れかけた兄妹

### 戯曲
- ドモ又の死

### 全集
- 『有島武郎全集』全15巻＋別巻　筑摩書房（なお大正期に叢文閣全12巻、昭和初期に新潮社全10巻が出版）

## 主な評伝
- 亀井俊介『有島武郎　世間に対して真剣勝負をし続けて』ミネルヴァ書房・ミネルヴァ日本評伝選、2013年
- 高原二郎・福田清人編『有島武郎　人と作品』清水書院、新版2018年
- 荒木優太『有島武郎　地人論の最果てへ』岩波新書、2020年

## 親族

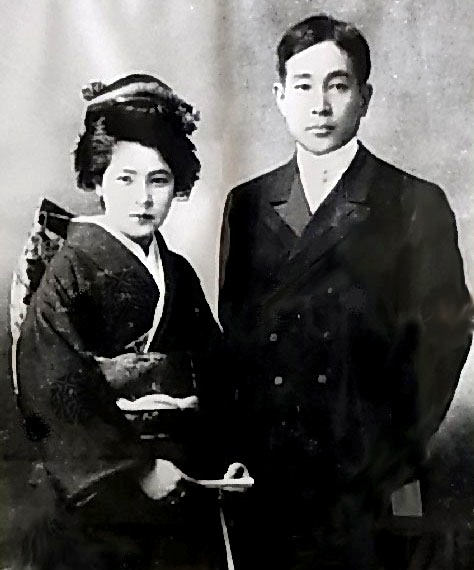
妻の神尾安子と

妻安子（1916年没）は陸軍大将・男爵神尾光臣の次女。2人の間に子として、行光（俳優の森雅之、森と愛人との間に愛のコリーダなどで活躍した女優の中島葵。また森の孫にミュージシャンの有島コレスケ）、敏行（翻訳家。石井好子と婚約していたと言われるが、第二次世界大戦中に若くして結核で亡くなる）、行三（母方の神尾家を継ぎ男爵。次男はシンガーソングライターの平岩英子の夫でシンセサイザー奏者の有島明朗（母方の神尾から改姓））。
弟に画家の有島生馬、作家の里見弴、日本油脂取締役の有島行郎（次男に創価学会初代音楽隊長で公明党代議士の有島重武）。妹シマは東京慈恵会医科大学を設立した高木兼寛の長男喜寛と結婚。妹の愛は三笠ホテル経営者の山本直良と結婚（愛の孫に指揮者で作曲家の山本直純）。

## 逸話
- 東京都千代田区六番町にある家には落語家の3代目三遊亭圓歌が住んでいたが、晩年に転居している[7]。
- 1922年（大正11年）、大杉栄がベルリン国際無政府主義大会に参加するために密航を企図すると、密かに渡航費を大杉に渡し、後に新聞記者に対して「僕は大杉君とは立場が違うが、ああいう器局の大きい人物を、いたずらに日本のようなせせっこましい所に置いて、内輪喧嘩をさせておくのは惜しいような気がしたので、世界の大勢を見てきたほうがよかろうと考えたからである」と談話している。（大杉栄『日本脱出記』、大杉豊『日録・大杉栄伝』より）
- 有島は極端に蛇を怖がった。その一方で波多野秋子は蛇が好きで、蛇がかすかに頭をもたげて蛇腹がぐるりと指をとりまくデザインの指輪をはめていた。ただし、波多野が遺体で発見された際にはその指輪をはめていなかったことから、有島と交際するようになってからその指輪を外したとみられている。

## 施設
- 有島記念館（北海道ニセコ町）- 有島が当地に農場を所有していたことから、それに関する資料等が保存されている。
- 札幌芸術の森（札幌市南区）- 札幌市北区にあった有島武郎旧邸が移築保存されている。内部には有島に関する展示がある。
- 北海道開拓の村（札幌市厚別区）- 札幌市白石区にあった有島のかつての住まいが移築保存されている。

## 関連人物
- 森本厚吉
- 森戸辰男
- 谷川徹三
- 賀川豊彦
- 木田金次郎
- 大杉栄
- 山田昭夫
- 中村三春